# Prichard (Virginia Occidental)
Prichard es un lugar designado por el censo ubicado en el condado de Wayne en el estado estadounidense de Virginia Occidental. En el Censo de 2010 tenía una población de 527 habitantes y una densidad poblacional de 161,11 personas por km².

## Geografía
Prichard se encuentra ubicado en las coordenadas 38°14′13″N 82°36′14″O / 38.23694, -82.60389. Según la Oficina del Censo de los Estados Unidos, Prichard tiene una superficie total de 3.27 km², de la cual 2.87 km² corresponden a tierra firme y (12.35%) 0.4 km² es agua.

## Demografía
Según el censo de 2010, había 527 personas residiendo en Prichard. La densidad de población era de 161,11 hab./km². De los 527 habitantes, Prichard estaba compuesto por el 97.34% blancos, el 0% eran afroamericanos, el 0.76% eran amerindios, el 0.57% eran asiáticos, el 0% eran isleños del Pacífico, el 0.76% eran de otras razas y el 0.57% pertenecían a dos o más razas. Del total de la población el 0.76% eran hispanos o latinos de cualquier raza.